# Krzysztof Zwoliński
Krzysztof Zwoliński, né le 2 janvier 1959 à Krapkowice et décédé le 9 août 2008, est un ancien athlète polonais, spécialiste du 100 m. 
Il a fait partie du relais 4 × 100 m polonais qui a obtenu la médaille d'argent aux Jeux olympiques d'été de 1980 à Moscou, avec un temps qui est toujours record de Pologne 31 ans après.

## Palmarès
- 1980 à Moscou ( Union soviétique)
  - éliminé en série sur 100 m
  -  Médaille d'argent en relais 4 × 100 m

### Championnats du monde d'athlétisme
- 1983 à Helsinki ( Finlande)
  - 6e en relais 4 × 100 m